# Tabanus kinoshitai
Tabanus kinoshitai är en tvåvingeart som beskrevs av Hiromichi Kono och Takahasi 1939. Tabanus kinoshitai ingår i släktet Tabanus och familjen bromsar. Inga underarter finns listade i Catalogue of Life.